# System opieki zdrowotnej w Polsce

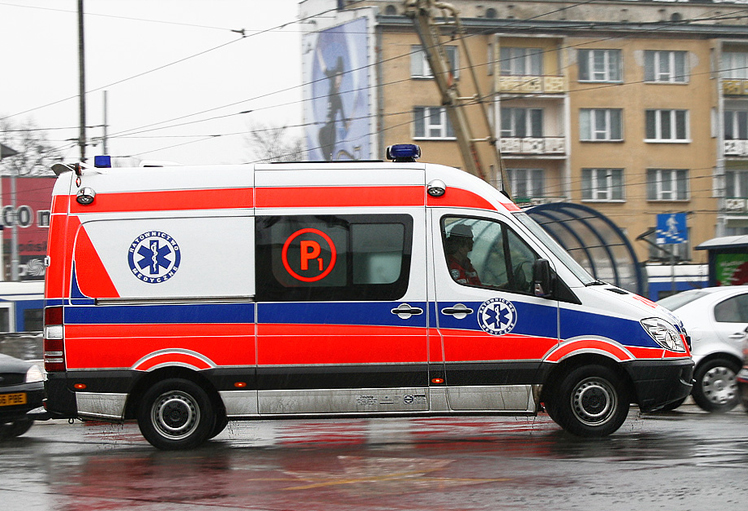
Ambulans podstawowego zespołu ratownictwa medycznego

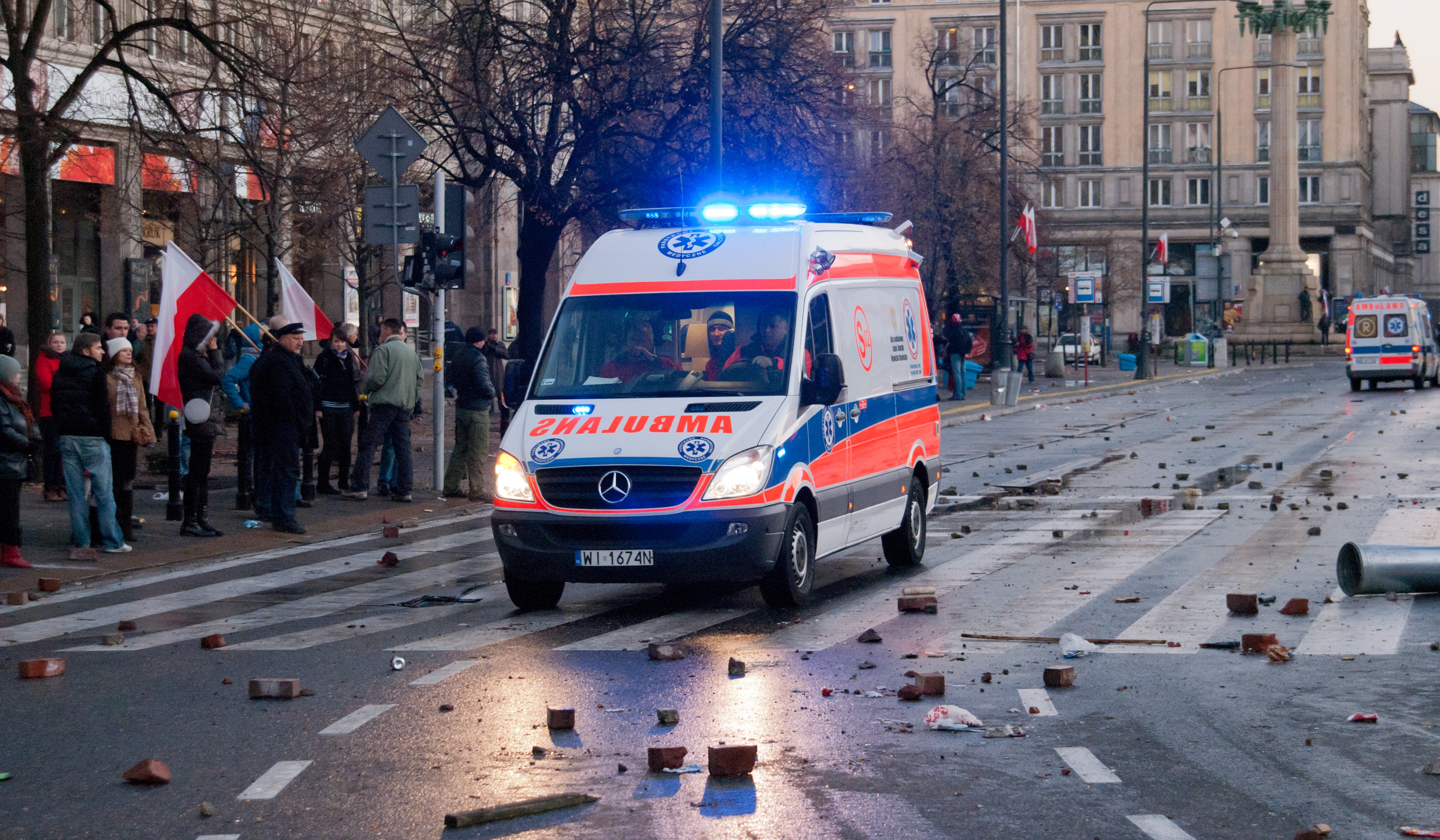
Ambulans specjalistycznego zespołu ratownictwa medycznego

System opieki zdrowotnej w Polsce – zespół osób i instytucji mający za zadanie zapewnić opiekę zdrowotną ludności. Polski system opieki zdrowotnej oparty jest na modelu ubezpieczeniowym.

## Podstawy prawne
Art. 68 Konstytucji Rzeczypospolitej Polskiej zapewnia powszechne prawo do ochrony zdrowia:

1. Każdy ma prawo do ochrony zdrowia.
2. Obywatelom, niezależnie od ich sytuacji materialnej, władze publiczne zapewniają równy dostęp do świadczeń opieki zdrowotnej finansowanej ze środków publicznych. Warunki i zakres udzielania świadczeń określa ustawa.

Działanie systemu opieki zdrowotnej w Polsce reguluje szereg ustaw. Poniżej przedstawiono wybrane ustawy o charakterze ogólnym dotyczące całego systemu ochrony zdrowia lub najbardziej znaczących jej aspektów.
| Nazwa ustawy | Hiperłącze do aktu prawnego na stronie ISAP |
| --- | ------------------------------------------- |
| Ustawa o działalności leczniczej | Dz.U. z 2025 r. poz. 450                    |
| Ustawa o świadczeniach opieki zdrowotnej finansowanych ze środków publicznych | Dz.U. z 2024 r. poz. 146                    |
| Ustawa o prawach pacjenta i Rzeczniku Praw Pacjenta | Dz.U. z 2024 r. poz. 581                    |
| Ustawa o lecznictwie uzdrowiskowym, uzdrowiskach i obszarach ochrony uzdrowiskowej oraz gminach uzdrowiskowych                                                                                 | Dz.U. z 2023 r. poz. 151                    |
| Ustawa o zawodach lekarza i lekarza dentysty | Dz.U. z 2022 r. poz. 1731                   |
| Ustawa o zawodach pielęgniarki i położnej | Dz.U. z 2024 r. poz. 814                    |
| Ustawa o zawodzie ratownika medycznego oraz samorządzie ratowników medycznych | Dz.U. z 2025 r. poz. 339                    |
| Ustawa Prawo farmaceutyczne | Dz.U. z 2021 r. poz. 1977                   |
| Ustawa Przepisy wprowadzające ustawę – Prawo farmaceutyczne, ustawę o wyrobach medycznych oraz ustawę o Urzędzie Rejestracji Produktów Leczniczych, Wyrobów Medycznych i Produktów Biobójczych | Dz.U. z 2001 r. nr 126, poz. 1382           |
| Ustawa o systemie informacji w ochronie zdrowia | Dz.U. z 2023 r. poz. 2465                   |
| Ustawa o Państwowym Ratownictwie Medycznym | Dz.U. z 2021 r. poz. 2053                   |
| Ustawa o niektórych zawodach medycznych | Dz.U. z 2023 r. poz. 1972                   |
| Ustawa o zawodzie felczera | Dz.U. z 2022 r. poz. 1529                   |
| Dekret o wykonywaniu czynności techniczno-dentystycznych | Dz.U. z 1947 r. nr 27, poz. 104             |

## Struktura
Uczestników systemu (interesariuszy, ang. stakeholders) można podzielić na następujące kategorie:
- świadczeniobiorców (pacjentów)
- instytucje ubezpieczenia zdrowotnego pełniące funkcje płatników (Narodowy Fundusz Zdrowia, inne podmioty finansujące świadczeniodawców)
- świadczeniodawców:
  - podmioty lecznicze, które mogą prowadzić działalność jako przedsiębiorcy, samodzielne publiczne zakłady opieki zdrowotnej (SPZOZ), jednostki budżetowe, instytuty badawcze, fundacje i stowarzyszenia oraz kościoły. Do podmiotów wykonujących działalność leczniczą zalicza się również praktyki lekarskie, lekarsko-dentystyczne, pielęgniarskie oraz położnych
  - apteki
  - innych świadczeniodawców
- organy kontroli i nadzoru:
  - Państwową Inspekcję Sanitarną (tzw. sanepid)
  - Państwową Inspekcję Farmaceutyczną
  - Rzecznika Praw Pacjenta
  - wojewodów i działające przy nich wojewódzkie centra zdrowia publicznego oraz konsultantów wojewódzkich w poszczególnych specjalnościach medycznych
  - samorząd terytorialny - nadzoruje utrzymywane przez siebie podmioty lecznicze
- Ministerstwo Zdrowia, które wytycza kierunki polityki zdrowotnej kraju oraz posiada uprawnienia kontrolne, a także działających przy nim konsultantów krajowych w poszczególnych specjalnościach medycznych
- samorząd terytorialny - nadzoruje podmioty lecznicze, których działalność współfinansuje (na zasadach określonych w dziale V ustawy o działalności leczniczej).

## Źródła finansowania
Ubezpieczenie zdrowotne w NFZ
Głównym źródłem finansowania systemu jest ubezpieczenie zdrowotne w NFZ. Obywatele obciążeni są obowiązkową składką ubezpieczeniową stanowiącą 9% dochodów osobistych, która odprowadzana jest do instytucji ubezpieczenia zdrowotnego (NFZ).
Budżet państwa
Niektóre świadczenia wysokospecjalistyczne finansowane są bezpośrednio z budżetu Ministerstwa Zdrowia, a nie ze środków NFZ.
Od 1 stycznia 2007 z budżetu państwa finansowane jest również w całości przedszpitalne ratownictwo medyczne (pogotowie ratunkowe).
Z budżetu państwa finansowana jest również działalność szpitali MSWiA oraz szpitale wojskowe.
Ubezpieczenia indywidualne w komercyjnych instytucjach
Odpłatność za koszty leczenia pokrywa ubezpieczyciel. Kwoty refundacji ustalone są poprzez wartość dobrowolnego ubezpieczenia i mogą pokrywać 100% lub mniej rzeczywistych kosztów leczenia.
Budżety samorządów gminnych, powiatowych, wojewódzkich - finansują częściowo działalność podmiotów leczniczych, dla których są podmiotem tworzącym (zgodnie z zasadami określonymi w dziale V ustawy o działalności leczniczej).

## Kontraktowanie świadczeń zdrowotnych
Narodowy Fundusz Zdrowia cyklicznie organizuje konkurs ofert na udzielanie świadczeń zdrowotnych. Świadczeniodawcy, którzy zaoferowali w konkursie najkorzystniejsze warunki, zawierają z NFZ umowę o udzielanie świadczeń zdrowotnych finansowanych ze środków publicznych.

## Udzielanie świadczeń zdrowotnych
Podstawą do uzyskania świadczeń zdrowotnych jest wpis w systemie e-WUŚ lub dokument potwierdzający ubezpieczenie zdrowotne, zgodny z art. 240 ustawy z dnia 27 sierpnia 2004 r. o świadczeniach opieki zdrowotnej finansowanych ze środków publicznych, którym mogą być m.in.:
- legitymacja ubezpieczeniowa (wydawana do końca 2009 roku[3]),
- legitymacja ubezpieczeniowa dla członków rodziny pracownika,
- legitymacja emeryta-rencisty.

Podstawowym ogniwem systemu jest lekarz podstawowej opieki zdrowotnej, którym najczęściej jest lekarz specjalista medycyny rodzinnej. Odpowiedzialny jest on za leczenie oraz prowadzenie profilaktyki zdrowotnej zapisanych do niego pacjentów. W przypadku, gdy choroba pacjenta wymaga leczenia specjalistycznego, lekarz POZ wydaje skierowanie do poradni specjalistycznej lub szpitala.

## Rola jednostek samorządu terytorialnego
Jednostki samorządu terytorialnego (gmina, powiat, województwo) również mają duży udział w kształtowaniu systemu.
Jako organ założycielski SPZOZ, jednostka samorządu terytorialnego:
- tworzy, przekształca i likwiduje SPZOZ (w drodze uchwały),
- nadaje statut SPZOZ,
- nawiązuje z kierownikiem zakładu stosunek pracy,
- deleguje przedstawiciela do rady społecznej zakładu,
- udziela zakładowi dotacji na zadania określone w dziale V ustawy o działalności leczniczej,
- sprawuje nadzór nad prowadzonymi przez siebie zakładami opieki zdrowotnej (zgodnie z rozporządzeniem z dnia 18 listopada 1999 r. w sprawie szczegółowych zasad sprawowania nadzoru nad samodzielnymi publicznymi zakładami opieki zdrowotnej i nad jednostkami transportu sanitarnego).

Pozostałe zadania jednostek samorządu terytorialnego w zakresie opieki zdrowotnej:
- Samorząd województwa:
  - tworzy i utrzymuje wojewódzki ośrodek (lub ośrodki) medycyny pracy, co wynika z art. 15 ust. 1 ustawy z dnia 27 czerwca 1997 r. o służbie medycyny pracy oraz finansuje działalność profilaktyczną wynikającą z programów prozdrowotnych dotyczących zapobiegania i zwalczania określonych chorób oraz programów promocji zdrowia w zakresie medycyny pracy (art. 21 ust. 2 ustawy),
  - zgodnie z potrzebami wynikającymi w szczególności z liczby i struktury społecznej ludności województwa tworzy i prowadzi zakłady psychiatrycznej opieki zdrowotnej oraz
  - bierze udział w realizacji zadań z zakresu ochrony zdrowia psychicznego, w tym w szczególności dzieci i młodzieży (ustawa z dnia 19 sierpnia 1994 r. o ochronie zdrowia psychicznego)
  - realizuje zadania z zakresu profilaktyki i rozwiązywania problemów alkoholowych w postaci wojewódzkiego programu profilaktyki i rozwiązywania problemów alkoholowych – zgodnie z ustawą z dnia 26 października 1982 r. o wychowaniu w trzeźwości i przeciwdziałaniu alkoholizmowi,
  - bierze udział w realizacji zadań z zakresu ochrony przed następstwami używania tytoniu zgodnie z ustawą z dnia 9 listopada 1995 r. o ochronie zdrowia przed następstwami używania tytoniu i wyrobów tytoniowych.
  - realizuje zadania z zakresu promocji zdrowia i profilaktyki zdrowotnej w ramach programów polityki zdrowotnej.
- Samorząd powiatu:
  - dofinansowuje uczestnictwo osób niepełnosprawnych i ich opiekunów w turnusach rehabilitacyjnych oraz zaopatrzenie w sprzęt rehabilitacyjny, przedmioty ortopedyczne i środki pomocnicze przyznawane osobom niepełnosprawnym na podstawie odrębnych przepisów.
  - wystawia skierowania do zakładu opiekuńczo-leczniczego i do zakładu pielęgnacyjno-opiekuńczego zgodnie z rozporządzeniem Ministra Zdrowia z dnia 30 grudnia 1998 r. w sprawie sposobu i trybu kierowania osób do zakładów opiekuńczo-leczniczych i pielęgnacyjno-opiekuńczych oraz szczegółowych zasad ustalania odpłatności za pobyt w tych zakładach,
  - tworzy powiatowy plan zabezpieczenia medycznych działań ratowniczych, co wynika z art. 22 ustawy z dnia 25 lipca 2001 r. o Państwowym Ratownictwie Medycznym oraz wydanego na jej podstawie rozporządzenia Ministra Zdrowia z dnia 23 maja 2002 r. w sprawie trybu tworzenia powiatowych, wojewódzkich i krajowych rocznych planów zabezpieczenia medycznych działań ratowniczych,
  - organizuje i zapewnia usługi w odpowiednim standardzie w domach pomocy społecznej dostosowanych do szczególnych potrzeb osób z zaburzeniami psychicznymi, co wynika z art. 6a ustawy z dnia 19 sierpnia 1994 r. o ochronie zdrowia psychicznego,
  - bierze udział w realizacji zadań z zakresu ochrony zdrowia psychicznego, w tym w szczególności dzieci i młodzieży, zgodnie z ustawą z dnia 19 sierpnia 1994 r. o ochronie zdrowia psychicznego,
  - bierze udział w realizacji zadań z zakresu ochrony przed następstwami używania tytoniu zgodnie z ustawą z dnia 9 listopada 1995 r. o ochronie zdrowia przed następstwami używania tytoniu i wyrobów tytoniowych,
  - realizuje zadania z zakresu profilaktyki i rozwiązywania problemów alkoholowych, zgodnie z ustawą z dnia 26 października 1982 r. o wychowaniu w trzeźwości i przeciwdziałaniu alkoholizmowi,
  - realizuje zadania z zakresu inspekcji sanitarnej zgodnie z ustawą z dnia 14 marca 1985 r. o Państwowej Inspekcji Sanitarnej oraz zadania w zakresie zapobiegania chorobom zakaźnym i zakażeniom – zgodnie z ustawą z dnia 5 grudnia 2008 r. o zapobieganiu oraz zwalczaniu zakażeń i chorób zakaźnych u ludzi,
  - ustala rozkład godzin pracy aptek ogólnodostępnych, co wynika z ustawy z dnia 6 września 2001 r. Prawo farmaceutyczne,
  - zapewnia kobietom w ciąży opiekę medyczną, socjalną i prawną zgodnie z ustawą z dnia 7 stycznia 1993 r. o planowaniu rodziny, ochronie płodu ludzkiego i warunkach dopuszczalności przerywania ciąży,
  - realizuje także zadania z zakresu promocji zdrowia i profilaktyki zdrowotnej w ramach programów polityki zdrowotnej.
- Samorząd gminy:
  - realizuje zadania z zakresu profilaktyki i rozwiązywania problemów alkoholowych w postaci gminnego programu profilaktyki i rozwiązywania problemów alkoholowych – zgodnie z ustawą z dnia 26 października 1982 r. o wychowaniu w trzeźwości i przeciwdziałaniu alkoholizmowi,
  - realizuje usługi opiekuńcze dla osób z zaburzeniami psychicznymi jako zadanie zlecone przez administrację rządową, co wynika z art. 9 ust. 1 i 4 ustawy z dnia 19 sierpnia 1994 r. o ochronie zdrowia psychicznego.

## Rola samorządów zawodów medycznych
Wpływ na system opieki zdrowotnej mają też powołane odpowiednimi ustawami samorządy zawodowe:
- lekarzy i lekarzy dentystów (Naczelna Izba Lekarska)
- pielęgniarek i położnych (Naczelna Izba Pielęgniarek i Położnych)
- farmaceutów (Naczelna Izba Aptekarska)
- diagnostów laboratoryjnych (Krajowa Izba Diagnostów Laboratoryjnych)
- fizjoterapeutów (Krajowa Izba Fizjoterapeutów).

## Resortowe systemy ochrony zdrowia
Cztery instytucje posiadają swoje branżowe (tzw. mundurowe) placówki opieki zdrowotnej. Są to:
- Ministerstwo Obrony Narodowej,
- Ministerstwo Spraw Wewnętrznych i Administracji
- Ministerstwo Sprawiedliwości,
- Agencja Bezpieczeństwa Wewnętrznego.

## Koordynacja w ramach Unii Europejskiej
Osoby objęte ubezpieczeniem zdrowotnym w NFZ mogą uzyskać przed wyjazdem niezarobkowym do innego kraju członkowskiego UE Europejską Kartę Ubezpieczenia Zdrowotnego. Uprawnia ona do uzyskania w nagłych wypadkach świadczeń zdrowotnych w zakresie i na zasadach, na jakich przysługują one obywatelom danego kraju członkowskiego. Karta ta nie uprawnia jednak do leczenia, jeśli celem wyjazdu jest uzyskanie świadczeń medycznych.
Osoby, które wyjechały do innego kraju UE w celach zarobkowych, z chwilą podjęcia tam pracy przestają być objęte ubezpieczeniem zdrowotnym w NFZ i muszą zostać objęte systemem ubezpieczeniowym danego kraju.

## Problemy polskiego systemu opieki zdrowotnej
System opieki zdrowotnej w Polsce od wielu lat przeżywa poważne trudności wywołane głównie jednymi z najniższych w Unii Europejskiej wydatkami publicznymi – w 2017 4. miejsce od końca z 4,7% PKB przy średniej unijnej 7%, dane Eurostatu, i 7% PKB zalecanymi przez WHO w celu zapewnienia bezpieczeństwa pacjentom. W rankingu Europejskiego Konsumenckiego Indeksu Zdrowia Polska klasyfikuje się na 27. pozycji z 33. Problemy te przejawiają się:
- utrudnionym dostępem do lecznictwa specjalistycznego (w szczególności szpitalnego) i długimi kolejkami oczekujących na świadczenia[8][9][10][11][12][13] - w sierpniu 2023 r. mediana czasu oczekiwania do poradni specjalistycznych w miastach wojewódzkich wynosiła 164 dni[14]; w niektórych przypadkach czas oczekiwania może sięgać kilku lat[15], ze względu na znaczną liczbę pacjentów przyjmowanych poza kolejką bez uzasadnienia medycznego[16], w tym także w wyniku korupcji[17][18]
- niezadowalającą jakością udzielanych świadczeń zdrowotnych – m.in. wysokim poziomem śmiertelności w wyniku powikłań pooperacyjnych, przekraczającym 10%, przy średniej unijnej na poziomie 4%[19][20],
- niskimi płacami w sektorze opieki zdrowotnej i masową emigracją specjalistycznych kadr medycznych do pozostałych krajów Unii Europejskiej,
- zadłużaniem się publicznych zakładów opieki zdrowotnej (w 2022 wyniosły 19,1 mld złotych[21]) i handlem długami polskich szpitali (skupowały je głównie firmy Magellan, MW Trade i Electus)[22][23].

Wśród przyczyn generujących problemy najważniejszymi są:
- Kwestie regulacyjno-prawne
  - brak jednolitych standardów leczenia[24] powodujący brak zdefiniowanego zakresu świadczeń dostępnych w ramach ubezpieczenia w NFZ,
  - brak jednoznacznych kryteriów kolejności udzielania świadczeń[12], co w sytuacji trwałego ich deficytu prowadzi do korupcji[25][26][27],
  - brak wykazu świadczeń ratujących życie, co w powtarzających się co rok sytuacjach wyczerpania limitu finansowania na dany rok prowadzi do odmawiania przez szpitale dostępu do świadczeń, ze względu na niepewność prawną, co do uznania danego świadczenia za „ratujący życie” przez NFZ[28],
  - brak regulacji prawnych pozwalających na wprowadzenie dodatkowych (komercyjnych) ubezpieczeń zdrowotnych, co prowadzi np. do marnowania kosztownego sprzętu diagnostycznego jeśli limit świadczeń publicznych wyczerpał się w danym roku,
  - ułomna, nieefektywna forma prawna, w jakiej funkcjonują publiczne zakłady opieki zdrowotnej (SPZOZ)[29][30]
  - brak jednoznacznej definicji czy nawet wykładni prawa do ubezpieczenia zdrowotnego[potrzebny przypis],
  - chaotyczny proces legislacyjny związany z ochroną zdrowia[31] i brak spójnego określenia prawa do ubezpieczenia zdrowotnego[32],
- Kwestie kadrowe
  - deficyt lekarzy niektórych specjalności, wynikający z nieracjonalnych[33][34] limitów przyjęć na uczelnie medyczne[35]; Polska ma 2,2 lekarza na 1 tys. mieszkańców, najmniej spośród krajów UE ze średnią 3,4[36],
  - niewystarczające kwalifikacje kadr zarządzających publicznymi jednostkami opieki zdrowotnej, co skutkuje nieefektywnym zarządzaniem – przepłacaniem za usługi zewnętrzne, dostawy leków, brakiem negocjacji cenowych z dostawcami itp[37],
- Kwestie organizacyjne
  - archaiczna i nieefektywna struktura Szpitalnych Oddziałów Ratunkowych (SOR)[38],
  - zbyt gęsta sieć małych szpitali powiatowych, które konkurując ze sobą nie są w stanie udźwignąć kosztów inwestycji i utrzymania, wpadając w spiralę zadłużenia[39],
  - monopsoniczna pozycja publicznego płatnika (NFZ), który zarządza budżetem w sposób nieelastyczny, w cyklach rocznych[40], z systemem rozliczania świadczeń medycznych premiującym nieefektywność[41][42] i nadużycia oraz centralne planowanie limitu chorych w danej specjalizacji na dany rok, co skutkuje wielomiesięcznymi lub wieloletnimi kolejkami do specjalistów[43][44][45],
  - przepisy zakazujące komercyjnego wykorzystywania sprzętu medycznego, co w sytuacji niskich limitów NFZ prowadzi do marnowania kosztownych urządzeń, które szpital i tak musi utrzymywać[37],
  - ograniczona odpowiedzialność organów założycielskich SPZOZ za ich zobowiązania finansowe i lęk przed ich przekształcaniem w spółki prawa handlowego[46]; w 2013 roku NIK ponownie wskazał na znaczną skalę nieefektywnego wykorzystania drogiego sprzętu medycznego, z jednej strony powodowanego niskim poziomem finansowania przez NFZ, a z drugiej błędami popełnianymi przez zamawiające je jednostki[47],
  - brak konkurencyjności jednostek opieki zdrowotnej,
  - zbiurokratyzowanie pracy lekarza poprzez nałożenie na niego obowiązku prowadzenia dokumentacji pozamedycznej[potrzebny przypis],
  - zacofanie służby zdrowia w zakresie zarządzania usługami medycznymi (rejestracja, terminy zabiegów) i niski poziom wykorzystania technologii informatycznych[13][48],
  - brak sprawnego, zintegrowanego systemu informatycznego w opiece zdrowotnej (Rejestr Usług Medycznych jest budowany od 1992 roku)[49],
  - w 2013 pacjenci zapłacili za leki najwięcej w Europie (40%)[50],
- Kwestie związane z kontrolą
  - nepotyzm i kumoterstwo w publicznych placówkach służby zdrowia, skutkujące przerostem zatrudnienia (zwłaszcza w działach administracyjnych) sięgającym 20%[51][52][53][54], podczas gdy w części szpitali pensje personelu stanowią 80–90% budżetu[55][56]; na przykład w Centrum Zdrowia Dziecka spośród 2200 osób personelu tylko 300 to lekarze, większość zatrudnionych pracuje natomiast w działach administracji i statystyki (szpital w 2012 roku był zadłużony na 190 mln zł)[57][58][59],
  - niewystarczający nadzór nad działaniem ośrodków leczniczych, w tym brak kontroli jakości i efektywności leczenia, co skutkuje wysoką śmiertelnością, oszustwami i korupcją[24][60][61][62],
  - masowe wyłudzanie zwolnień lekarskich (L4, ZUS-ZLA), np. w celu wykonywania prac sezonowych poza głównym miejscem zatrudnienia[63][64][65], zwłaszcza w sektorze publicznym (w tym w policji)[66][67].

Przykładami szpitali publicznych, które dokonały skutecznej restrukturyzacji i oddłużenia, są: Wojewódzki Szpital Specjalistyczny w Białej Podlaskiej, Pleszewskie Centrum Medyczne w Pleszewie, szpitale w Rawiczu, Szubinie oraz Tucholi.

## Reformy systemu opieki zdrowotnej po 1989 roku

### Sytuacja w momencie zmiany ustroju
Na początku roku 1989 system opieki zdrowotnej zorganizowany był zgodnie z rozporządzeniem Ministra Zdrowia i Opieki Społecznej z 1982 roku, a podstawą rozporządzenia była  ustawa z roku 1948 (ostatnia nowelizacja w roku 1955). Opieka była zorganizowana zgodnie z  modelem siemaszkowskim czyli:
- oparcie o placówki państwowe i uspołecznione (przyzakładowe, resortowe) oraz ograniczony prywatny sektor (to ograniczenie częściowo złagodziła w roku 1989 ustawa o izbach lekarskich[74], która pozwoliła na rozwój prywatnych praktyk lekarskich);

- scentralizowane zarządzanie, finansowanie bezpośrednio z budżetu;

- opieka, poza niektórymi lekami, jest bezpłatna, dostęp do opieki ambulatoryjnej nielimitowany.

Problemy: system był niewydajny, a stan zdrowia społeczeństwa się pogarszał. Przyczyn tego upatrywano m.in. w:
- rozbudowanej biurokracji powiązanej z centralnym zarządzaniem;
- zbyt małych nakładach na opiekę zdrowotną;
- małej efektywności personelu medycznego[75].

### Reforma z roku 1991 –  usamodzielnienie szpitali
W 1991 roku w życie weszła ustawa o zakładach opieki zdrowotnej (ZOZ), która wprowadzała m.in. następujące zmiany:
- decentralizacja - ZOZ-y podlegające dotychczas radom narodowym i innym terenowym organom administracji publicznej stopnia podstawowego zostały przekazane gminom (pozostawiając jednak cześć decyzji wojewodom);
- ZOZ-y zostały przekształcone w samodzielne pod względem finansowym jednostki budżetowe;
- mogły powstawać zarówno publiczne jak i niepubliczne ZOZ-y (tworzone np. przez związki wyznaniowe, pracodawców, osoby fizyczne).

Zasadniczym problemem powyższych rozwiązań był brak kontroli nad finansami ZOZ-ów co powodowało zadłużanie, a w konsekwencji kolejne próby naprawy i oddłużania ZOZ-ów.

### Reforma z roku 1999 – wprowadzenie kas chorych
Wchodząca w życie w roku 1999, w ramach programu czterech reform, ustawa o powszechnym ubezpieczeniu zdrowotnym wprowadziła m.in. następujące zmiany:
- obowiązkowe ubezpieczenie zdrowotne czyli odejście od finansowania systemu bezpośrednio z budżetu państwa: zbierane przez ZUS i KRUS składki mają być zasadniczym źródłem finansowania świadczeń zdrowotnych;
- utworzenie dysponujących powyższymi środkami kas chorych, czyli rozdzielenie funkcji płatnika od dostawcy świadczeń zdrowotnych; kasy chorych organizują konkurs ofert w celu wyboru świadczeniodawcy;
- przekształcenie ZOZ-ów z jednostek budżetowych w SPZOZ czyli podmioty prowadzące samodzielną gospodarkę finansową;
- możliwość wyboru przez pacjenta placówki i lekarza w ramach reguły "pieniądze podążają za pacjentem"[79].

Powyższe rozwiązania generowały następujące problemy:
- różna jakość usług gwarantowana przez różne kasy chorych przypisane do różnych województw nie gwarantowała równego dostępu do opieki zdrowotnej;
- brak konkurencyjności po stronie płatnika (monopson kasy chorych na danym obszarze);
- brak kontroli nad kasami, zróżnicowanie rozwiązań organizacyjnych (np. różne systemy informatyczne, różne zasady księgowości) w ramach kas uniemożliwiało ocenę porównawczą przyjętych rozwiązań[73].

### Reforma z roku 2003 –  wprowadzenie NFZ
Główne zmiany wprowadzone ustawą o powszechnym ubezpieczeniu w NFZ:
- koniec rejonizacji, zastąpienie kas chorych przez NFZ oraz centralizacja czyli zwiększenie uprawnień Ministra Zdrowia;
- dopuszczenie prywatnych świadczeniodawców do udziału w konkursach ofert;
- ujednolicenie procedur i standardów na określone świadczenia.

### Reforma z roku 2017 – tzw. sieć szpitali
Rząd Beaty Szydło zapowiedział reformę systemu ochrony zdrowia. Jej elementem jest wprowadzenie tzw. sieci szpitali. Zmiany ustawowe w tym zakresie uchwalono w marcu 2017. Spośród 912 podmiotów dysponujących kontraktem na leczenie szpitalne w chwili utworzenia sieci, do tejże sieci zakwalifikowano 593 dysponujących 145 tys. łóżek. Do sieci nie włączono 319 podmiotów, dysponujących niespełna 8 tys. łóżek, w większości jedno- lub kilkułóżkowych placówek trybu jednodniowego.